# Бейкер-стрит
Бе́йкер-стрит (англ. Baker Street) — улица в лондонском районе Марилебон (северная часть Вестминстера) длиной в два с половиной километра. Является частью шоссе А41.
Улица получила название в честь строителя Уильяма Бейкера, проложившего её в XVIII веке. Первоначально здесь было место жительства для высшего сословия, однако в наши дни на Бейкер-стрит в основном располагаются коммерческая и торговая недвижимость. Почтовый код — NW1/W1.
Наиболее известна в связи со знаменитым персонажем Артура Конан Дойла — частным детективом Шерлоком Холмсом. Согласно замыслу автора, великий сыщик жил на Бейкер-стрит в доме 221б, которого в реальности не существовало на момент написания произведений.

## Местоположение
Улица простирается на юг от Риджентс-парка, параллельно Глостер-плейс, пересекает Мэрилебон-роуд, Йорк-стрит, площадь Портман и Уигмор-стрит. На пересечении с Уигмор-стрит Бейкер-стрит переходит в Орчанд-стрит, которая, в свою очередь, заканчивается на пересечении с Оксфорд-стрит.
На улице располагается одноимённая станция метро (станция «Бейкер-стрит» — первая станция метрополитена в мире).
Рядом со станцией находится офис бюро находок на транспорте.
В 1835 году на Бейкер-стрит была открыта первая постоянно действующая экспозиция Музея восковых фигур Мадам Тюссо. В 1884 году музей переехал и теперь находится за углом, на Мэрилебон-роуд; совсем рядом с музеем находится магазин, посвящённый ливерпульской четвёрке Битлз, а напротив него — магазин рок-музыки.
В 1940 году на Бейкер-стрит разместилось Управление специальных операций — британская разведывательно-диверсионная служба, работавшая во время Второй мировой войны.
С 7 декабря 1967 года по 30 июля 1968 года по адресу Бейкер-стрит, 94 находился «Apple Boutique», одно из первых предприятий битловской «Корпорации „Apple“».
В 1990 году на Бейкер-стрит открылся музей Шерлока Холмса, и в итоге у героя романа появился вполне реальный дом.
Много лет на Бейкер-стрит располагался головной офис компании «Маркс и Спенсер», некогда крупнейшей в Великобритании сети розничной торговли (в 2004 году компания перебазировалась на Paddington Basin).
Также на Бейкер-стрит располагается штаб-квартира «Knight Frank», одной из крупнейших британских компаний, специализирующихся на жилой недвижимости.
11 сентября 1971 года в отделении «Ллойд-банка» на Бейкер-стрит произошла знаменитая кража на общую сумму 3 миллиона фунтов (в ценах 2008 года — 32 миллиона фунтов).

## Известные жители
В 1960-х на Бейкер-стрит жила знаменитая британская певица Дасти Спрингфилд.
- Уличная табличка
- Бейкер-стрит, 94, — бывший «Apple Boutique»
- Музей Шерлока Холмса на Бейкер-стрит, 221б
- Музей Шерлока Холмса на Бейкер-стрит, 221б
- Западный вход на станцию метро «Бейкер-стрит»

## В литературе и кино
Много знаменитых литературных и мультипликационных персонажей жили на Бейкер-стрит: Шерлок Холмс, секретный агент Дэнжер Маус, Секстон Блэк, Великий мышиный сыщик, Джеймс Блэк.
Британский певец Джерри Рафферти в 1978 году выпустил песню «Бейкер-стрит», которая заняла 2-е место в Billboard Hot 100.
Знаменитая «Самба для Шерлока» бразильского комика Хосе Суареса в оригинале называлась «O Xangô de Baker Street».
Также улица упоминалась в песне «Муза Бейкер-стрит» английской рок-группы «Jethro Tull» и в концовке романа Герберта Уэллса «Война миров».
В 2008 был снят фильм «Ограбление на Бейкер-стрит», рассказывающий об ограблении Ллойд-банка на Бейкер-стрит в 1971 году.